# Kołos Karapysze
Kołos Karapysze (ukr. Футбольний клуб «Колос» Карапиші, Futbolnyj Kłub "Kołos" Karapyszi) – ukraiński klub piłkarski z siedzibą w miejscowości Karapysze, w obwodzie kijowskim.

## Historia
Chronologia nazw:
- ???—1993: Nywa Karapysze (ukr. «Нива» Карапиші)
- 1994—...: Kołos Karapysze (ukr. «Колос» Карапиші)

Drużyna piłkarska Nywa Karapysze została założona w miejscowości Karapysze. Zespół występował w mistrzostwach obwodu kijowskiego. W 1993 zdobył Puchar obwodu i w sezonie 1993/94 debiutował w rozgrywkach Pucharu Ukrainy.
Klub w sezonie 1993/94 debiutował w Przejściowej Lidze. Po zakończeniu rundy jesiennej klub przeniósł się do siedziby władz rejonowych - miasteczka Mironówka i już w rundzie wiosennej występował jako Nywa Mironówka.
Jednak klub w Karapyszach odrodził się pod nazwą Kołos Karapysze i w sezonie 1994/95 ponownie startował w rozgrywkach Pucharu Ukrainy. A w następnym sezonie 1995/96 klub doszedł do 1/32 finału.
Jako drużyna amatorska dalej kontynuuje występy w rozgrywkach mistrzostw i Pucharu obwodu kijowskiego.

## Sukcesy
- Puchar Ukrainy:

1/32 finału: 1995/96